# کنگوو
کنگوو (به لهستانی:  Kniewo) یک روستا در لهستان است که در گمینا ویخرووو واقع شده‌است. کنگوو  ۳۲۱ نفر جمعیت دارد.